# Vere Gordon Childe
Vere Gordon Childe (Sydney, Új-Dél-Wales, 1892. április 14. – Mount Victoria (Ausztrália), Új-Dél-Wales, 1957. október 19.) az egyik legnagyobb hatású őstörténész. Máig használatban lévő szakkifejezéseket, fogalmakat alkotott meg, mint például a neolitikus forradalom és a városi forradalom. Az első modern, terepi régésznek tekinti a történettudomány. Nagy eredménye volt az őstörténet korábbi fejlődési modelljeinek szintetizálása egy összetett és sokrétű folyamatmodellben, amely nagyban támaszkodott más tudományágak módszereire és következtetéseire is. Ilyen módon a ma multidiszciplinárisnak nevezett régészet előfutárának is tekintendő. Nézeteit nagyban befolyásolta marxista alapállása és filológiai alapképzettsége. A nyelvcsaládelméletek komplex nyelvi és régészeti bizonyításával is foglalkozott.

## Élete
S. H. Childe anglikán lelkész fiaként született. Tanulmányait a Sydney Church of England gimnáziumban kezdte, majd a Sydney Egyetemen folytatta. 1913-ban már az ausztrál Munkáspárt tagja volt. BA fokozatát 1914-ben szerezte meg filológiából. 1917-ben az Oxfordi Egyetemen őstörténetből is elnyerte a BA fokozatot. Itt Sir Arthur Evans és John Linton Myers voltak a tanárai. Visszatért Ausztráliába. 1917-től 1923-ig Új-Dél-Wales törvényhozó Tanácsában tevékenykedett, mint Queensland tartomány munkáspárti miniszterelnökének, E. G. Theodorenak magántitkára. Első könyve, a Hogyan kormányoz a munkáspárt szociáldemokrata eszmék mentén született.
1925-ben a Királyi Antropológiai Intézet könyvtárosa lett. 1925-ös második könyve (Az európai civilizáció hajnala) máris meghozta számára a világhírt régészeti körökben. E munkájában vetette fel először az európai és közel-keleti történeti fejlődés kapcsolatainak lehetőségét. Ennek során az indoeurópai népek régészeti anyagával foglalkozott és 1926-ban felállította annak dél-oroszországi őshaza-elméletét. Ernst Haeckel nyomán járva a korban általános rasszista megfogalmazások is megtalálhatók, elsősorban a kultúrák és civilizációk összehasonlítása terén. Munkáiban fellelhető még Charles Darwin közvetlen hatása is, valamint pozitivista filozófusok, mint Auguste Comte, Max Weber, Sir Edward B. Taylor és Eugen Dühring nyomai is. Az evolúcióelmélet hatására a civilizációk eredetének és korai fejlődésének kérdése került érdeklődésének középpontjába.
A társadalmi fejlődést politikai, jogi, vallási, társadalmi és gazdasági síkon is vizsgálta, és eredményeivel csak akkor volt elégedett, ha ezek komplex rendszerbe állhattak össze. Vizsgálatait mindig kiegészítette geológiai, biológiai, antropológiai és őslénytani megfigyelésekkel. Childe alkalmazta először azt a megközelítést, miszerint az írás kialakulása alapvető fontosságú része a civilizációk fejlődésének, és fordítva: az írás fejlettsége és komplexitása egyfajta indexét nyújtja a kultúra fejlettségének. A childei minőségi indexeket ma is használják, ezek közt vannak a műszaki, művészeti és szabadidős indexek is.
Hírneve további könyveivel egyre nagyobb lett, a korban szokatlan módon könyveit nemcsak a szakma, hanem a nagyközönség is lelkesen olvasta. Szokatlan állításai nemcsak az ősrégészet, hanem az ókori történelem témakörében is megjelentek, így például az ókori civilizáció csúcsát nem az akkor szokásos görög-római kultúrában, hanem a klasszikus hellén előtti görögben látta. 1927-ben részt vett a Magyar Nemzeti Múzeum tószegi ásatásain, amelyet a Cambridge-i Egyetemmel közösen végeztek. A Kárpát-medence régészete megragadta, 1929-ben adta ki A Duna őstörténete című munkáját.
1927-től 1946-ig az edinburghi egyetemen tanított, 1928-tól 1931-ig a Skara Brač nevű település melletti kőkorszaki falu feltárását is vezette. 1932-ben publikálta Miles Burkittel közösen készített kronológiai tábláját, mely rendszert később a radiokarbonos vizsgálatok felborítottak. 1946 és 1956 között a londoni Régészeti Intézet vezetője volt. Baloldali nézetei miatt George Orwell 1949-ben felvette híres listájára, amely a politikailag megbízhatatlan közéleti szereplőket tartalmazta: írók, újságírók, tudósok, színészek stb. bontásban (ennek a listának többek közt Charlie Chaplin is tagja volt). Oxfordban elhalmozták kitüntetésekkel, de baloldalisága miatt 1956-ban, amikor hazatért, a sydney-i egyetem visszautasította kinevezését. 1957-ben balesetben meghalt, lezuhant egy hegycsúcsról. Sokan öngyilkosságot feltételeznek, mivel teljesen egészséges volt, de bevallottan félt az öregkori elbutulástól, a szellemi képességek csökkenésétől.
Az Antiquity folyóiratban nekrológja így szólt: „Olyan tudós volt, akinek becsületességét általánosan elismerték, és aki az anyagi kultúrának a régészek által – s mindenekelőtt őáltala – alkotott új világában a legmagasabb színvonalon tartotta a régebbi szakműveltséget. (...) Intellektuális ereje és emlékezőtehetsége elsőrendű és hatalmas volt, tökéletesen feldolgozta egész Európa és a Közel-Kelet régészetét, eredményeit pedig olvasható formában adta át kollégáinak és a nagyközönségnek. A civilizáció kezdeteiről és fejlődéséről alkotott nézetei eredetiek és forradalmiak voltak, és mély hatást gyakoroltak korunk legkiválóbb elméire.”

## Művei
- How Labour Governs (1923) – e-text
- The Dawn of European Civilization (1925)
- The Aryans: A Study of Indo-European Origins (1926)
- The Danube in Prehistory (1929)
- The Bronze Age (1930)
- The Forest Cultures of Northern Europe: A Study in Evolution and Diffusion (1931)
- The Continental Affinities of British Neolithic Pottery (1932)
- Neolithic Settlement in the West of Scotland (1934)
- New Light on the Most Ancient East (1935)
- Prehistory of Scotland (1935)
- Man Makes Himself (1936, slightly revised 1941, 1951)
- Prehistoric communities of the British Isles (1940, 2nd edition 1947)
- What Happened in History (1942)
- The Story of Tools (1944), A szerszámok története. Szikra, 1949
- Progress and Archaeology (1944, 1945)
- History (1947)
- Social Worlds of Knowledge (1949)
- Social Evolution (1951)
- Illustrated Guide to Ancient Monuments: Vol. VI Scotland (1952)
- The Constitution of Archaeology as a Science (1953)
- Society and Knowledge (1956)
- Piecing Together the Past: The Interpretation of Archeological Data (1956)
- The prehistory of european society (1958) (sajtó alá rendezte: Isobel Smith), Az európai társadalom őstörténete, Budapest, Gondolat Kiadó, 1962

## Magyarul
- Fejlődés a természetben és a társadalomban; ford. Nagyfalusi Jenő; Kronos Könyvek, Bp., 1937 (Kronos könyvek)
- A szerszámok története; ford. Székely Jolán; Szikra, Bp., 1949 (Marxista ismeretek kis könyvtára)
- A civilizáció bölcsője; ford. Szuhay-Havas Ervin, bev. R. Palme Dutt; Gondolat, Bp., 1959 (Studium könyvek)
- Az európai társadalom őstörténete; ford. Lengyel János, bev., jegyz. Ferenczy Endre; Gondolat, Bp., 1962 (Studium könyvek)
- Az ember önmaga alkotója; ford. Székely Andorné; Kossuth, Bp., 1968 (Univerzum könyvtár)